# Tadaaki Hirakawa
Tadaaki Hirakawa (平川 忠亮, Hirakawa Tadaaki) est un footballeur japonais né le 1er mai 1979. Il évolue au poste de défenseur avant de devenir entraîneur.

## Biographie
Tadaaki Hirakawa joue aux Urawa Red Diamonds.
Il remporte la Ligue des champions de l'AFC en 2007 avec ce club.

## Palmarès
Avec Urawa Red Diamonds :
- Vainqueur de la Ligue des champions de l'AFC en 2007
- Champion du Japon en 2006
- Vainqueur de la Coupe du Japon en 2006
- Vainqueur de la Coupe de la Ligue japonaise en 2003
- Finaliste de la Coupe de la Ligue japonaise en 2002 et 2004